# Тукмаклы
Тукмаклы (баш. Туҡмаҡлы) — деревня в Краснокуратовском сельсовете Архангельского района Республики Башкортостан России.
Так же есть самый красивый мост через реку Курт, где можно расслабиться и отдохнуть. Есть ручей "Куржа" баш. Куржә

## История
Название происходит от гидронима -  реч. Тукмаклы (тукмак ‘малая, короткая’)

## Географическое положение
Расстояние до:
- районного центра (Архангельское): 30 км,
- центра сельсовета (Шакировка): 5 км,
- ближайшей железнодорожной станции (Приуралье): 20 км.

## Население
| 2002 | 2009 | 2010 |
| ---- | ---- | ---- |
| 91   | ↘90  | ↘76  |

Национальный состав
Согласно переписи 2002 года, преобладающие национальности — татары (47 %), башкиры (41 %).

## Известные уроженцы
- Нигмаджанов Гильман Вильданович (22 марта 1911,  д. Тукмаклы Уфимской губернии — 18 июня 1989, г. Уфа) — видный государственный деятель РБ, председатель Президиума Верховного Совета БАССР (1946—1950), председатель Госплана Башкирской АССР, депутат Верховного Совета республики 2-го, 4-го, 5-го, 6-го, 7-го, 8-го созывов, депутат Верховного Совета СССР 2-го созыва[6].